# Porto (Korsika)
Porto (korsisch Portu) ist der Hafen der Gemeinde Ota, am Ende des gleichnamigen Golfs an der Westküste Korsikas zwischen Calvi und Ajaccio. Porto ist eingerahmt vom Ort Piana und dem Regionalen Naturpark Korsika sowie der Calanche im Süden und der Halbinsel von Girolata mit dem Naturschutzgebiet La Scandola im Norden.
Der Golf von Porto ist eines der schönsten Gebiete Korsikas. Er wurde von der UNESCO zum Weltnaturerbe erklärt. Das Flüsschen Porto mündet im Hafenort Porto-Marina ins Meer. Vom südlich gelegenen Capu d’Orto (1.294 m) hat man einen Rundblick über den Golf. Rund um den Ort Porto wächst Eukalyptus in großen Mengen. Ein Wahrzeichen des Ortes ist eine Torregiana aus dem 15. Jahrhundert.

Strand, Turm, Fluss und Hafen
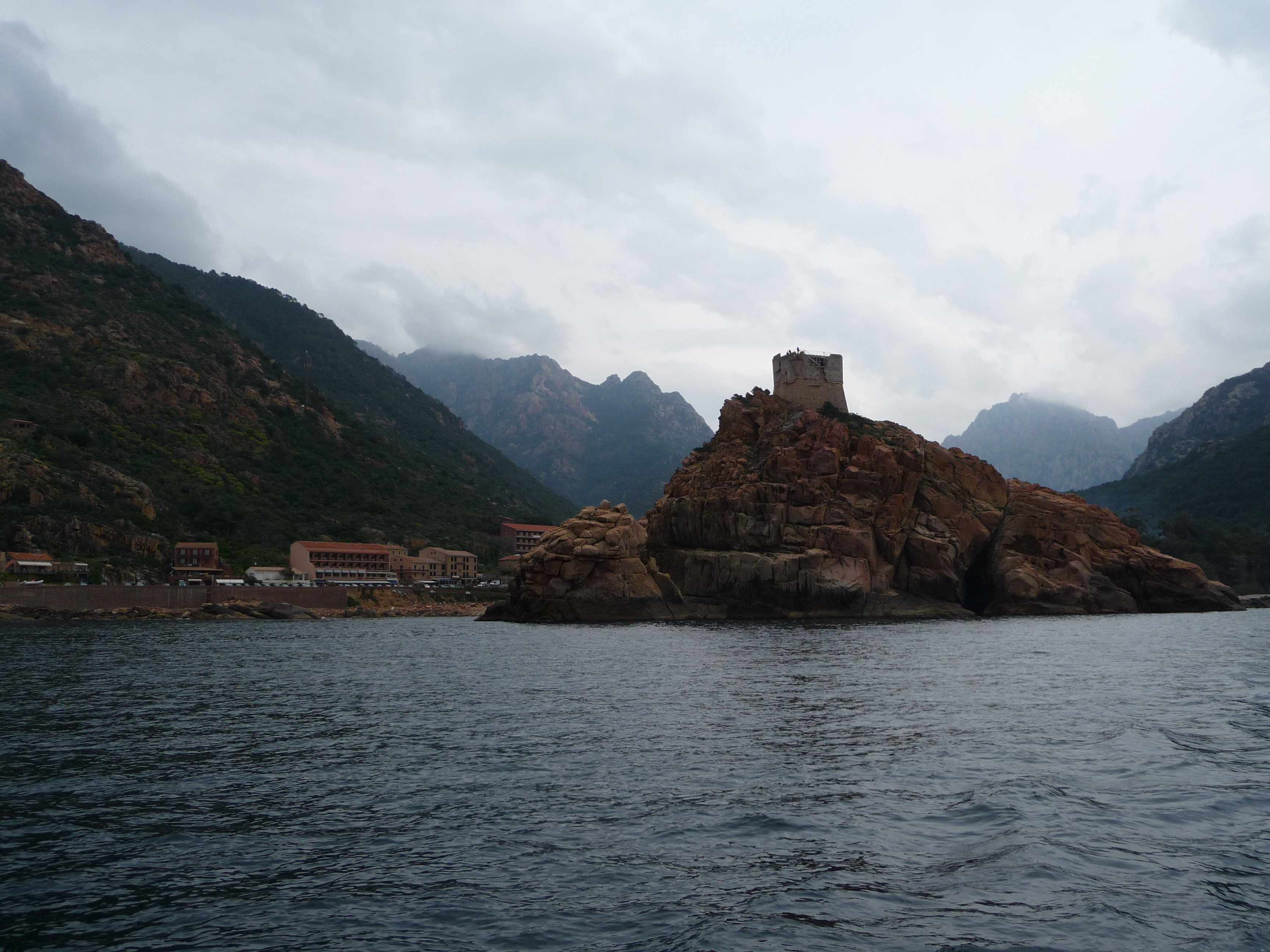
Ansicht Seeseite

Koordinaten: 42° 16′ N, 8° 42′ O